# Roland Toutain
 (août 2015).
Si vous disposez d'ouvrages ou d'articles de référence ou si vous connaissez des sites web de qualité traitant du thème abordé ici, merci de compléter l'article en donnant les références utiles à sa vérifiabilité et en les liant à la section « Notes et références ».
Roland Toutain, né le 18 octobre 1905 dans le 9e arrondissement de Paris et mort le 16 octobre 1977 à Argenteuil (Val-d'Oise), est un acteur, cascadeur et auteur français de chansons.
Archétype de l'acteur « casse-cou », il incarna notamment Rouletabille dans Le Mystère de la chambre jaune et Le Parfum de la dame en noir de Marcel L'Herbier, et l'aviateur André Jurieux dans La Règle du jeu, de Jean Renoir.

## Biographie

### «L'as des as»

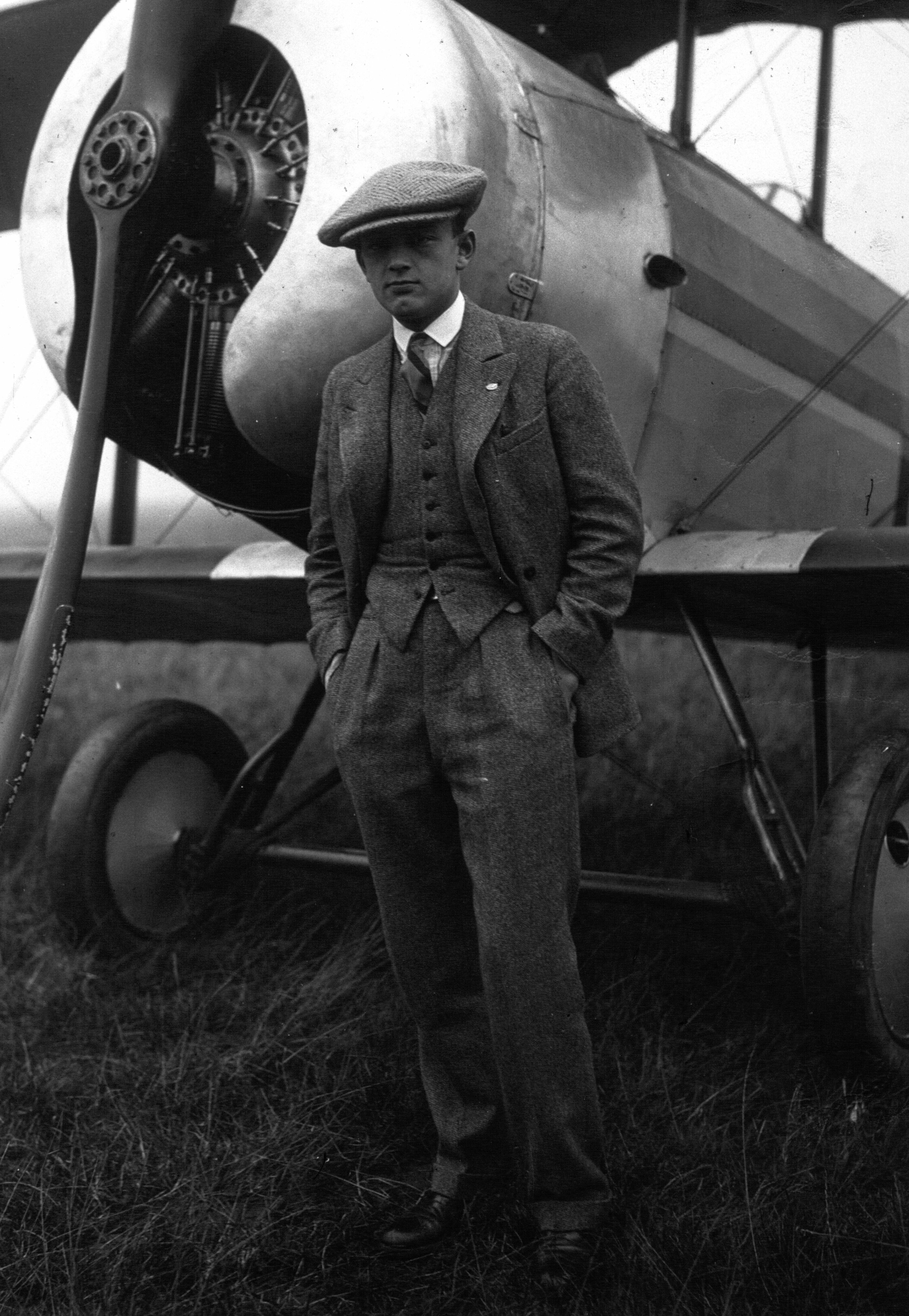
Roland Toutain, acrobate aérien, en 1926.

Roland Toutain naît le 18 octobre 1905 dans le 9e arrondissement de Paris. Il est le fils d'un éleveur normand de chevaux, à Pont-Audemer, et d’une artiste corse. Alors qu'il n'a que deux ans, son père le jette dans le lac du Vésinet afin de lui apprendre à nager. En pension à l'école des Pères de Notre-Dame, à Boulogne-Billancourt, il en sort plus souvent en faisant le mur que par la porte.
Son père meurt lorsqu'il a douze ans. Voué dès son plus jeune âge aux acrobaties et cabrioles, l'adolescent se distingue en escaladant la tour Eiffel, en faisant le funambule dans les carrières d’Argenteuil, en grimpant sur le toit des voitures et des trains. Il passe une bonne partie de sa jeunesse sur les terrains d'aviation. En 1925, sa notoriété de cascadeur aérien n'est plus à faire.
Le cinéma l'attire : Roland Toutain, qui admire l'acteur Douglas Fairbanks, rencontre Marcel L'Herbier, qui lui fait faire des figurations dans quelques films sans grand intérêt. En 1930, après une audition très disputée, Roland Toutain emporte le rôle qui va le rendre célèbre : celui de Rouletabille dans Le Mystère de la chambre jaune et sa suite Le Parfum de la dame en noir, adaptations des romans de Gaston Leroux réalisées par L'Herbier. Le succès est au rendez-vous : il reprendra à plusieurs reprises le rôle du célèbre journaliste, s'inscrivant durablement dans les mémoires.
Ami d'écrivains et d'aventuriers tels que Joseph Kessel et Jean Mermoz, il interprète l'aviateur André Jurieux dans La Règle du jeu de Jean Renoir en 1939, puis Scapin dans Le Capitaine Fracasse d'Abel Gance en 1942. En 1943, il tient le rôle d'un garagiste dans L'Éternel Retour de Jean Delannoy, puis celui de Cabrion dans Les Mystères de Paris de Jacques de Baroncelli.
Séducteur, sportif, charmeur, Roland Toutain joue avec un certain dilettantisme, ce qui ne l'empêche pas de sauter d'un train en marche dans une rivière ou exécuter des exercices périlleux au trapèze sous un avion. Il initie également Jean Marais à la cascade.

### Une nature généreuse
En 1949, il fonde le « club des Casse-cou », réunissant les spécialistes du moment, dont Gil Delamare, autre cascadeur célèbre qui se tuera en 1966 lors du tournage du film Le Saint prend l'affût. En 1951, à la suite d'un énième accident, Roland Toutain est amputé d'une jambe. Il se retire des plateaux après deux ultimes cascades : dans L'inspecteur aime la bagarre, il passe d'une vedette à un hélicoptère par une échelle de corde, puis se retrouve suspendu par les mains à une jetée, à 60 mètres au-dessus de la mer..
Il consacre alors son temps libre aux activités de « La roue tourne », association consacrée aux comédiens nécessiteux. Habitant avec sa mère à Argenteuil, au 40 avenue d’Orgemont, il continue à rouler en Cadillac et reçoit les gamins du quartier.
Selon Paulette Dubost, il avait un membre viril d'une taille démesurée, s'amusant à le montrer lors des tournages en l'entortillant autour de son poignet et il était opiomane et alcoolique.
À sa mort, Jean Marais, resté son fidèle ami, organise ses obsèques. Roland Toutain est inhumé au cimetière du Centre d'Argenteuil (Val-d'Oise).

### Famille
Roland Toutain a été marié et divorcé trois fois. Avec l'une de ses compagnes de jeunesse, Odette Calais, il a eu un fils, le comédien Jacques Maire (1934-2003), qu'il n'a jamais reconnu malgré l'insistance et la médiation de Jean Marais.
En 1933, il épousa Béatrix de Buisseret Steenbecque de Blarenghien (°1910), fille de l'ancien ambassadeur de Belgique à Saint-Pétersbourg, le comte Conrad de Buisseret (1865-1927). Le mariage demeura sans enfants et fut dissous en 1937.
En 1939, il se remaria avec Célina-Clotilde Villar Saenz Pena, mariage également dissous.

## Filmographie

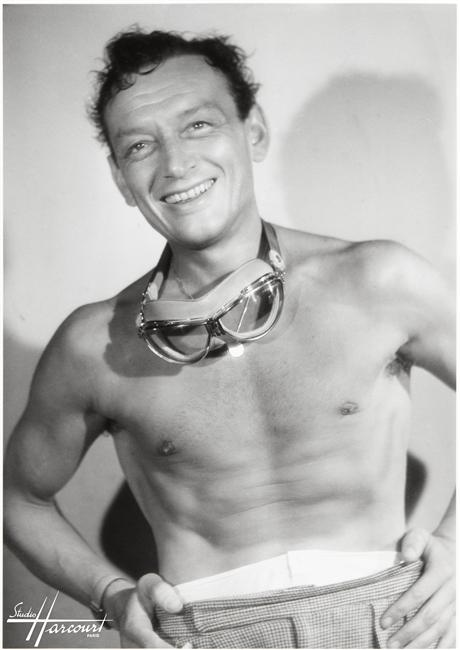
Roland Toutain en 1939 (photo studio Harcourt)

- 1924 : La Galerie des monstres de Jaque Catelain : figuration
- 1924 : L'Inhumaine de Marcel L'Herbier : figuration
- 1930 : Amours viennoises de Jean Choux et Robert Land : Georges
- 1930 : Dranem au dancing ou Bonsoir M'sieurs dames, court métrage de Jean Choux
- 1930 : Le Mystère de la chambre jaune de Marcel L'Herbier : Joseph Rouletabille
- 1930 : Le Parfum de la dame en noir de Marcel L'Herbier : Joseph Rouletabille
- 1931 : Blanc comme neige de Francis A. Elias, Camille Lemoine et Jean Choux : le prince de Fontenoy
- 1931 : La Femme de mes rêves de Jean Bertin : Fred Hessner
- 1931 : Prisonnier de mon cœur de Jean Tarride : Lucien Guignolet
- 1932 : La Bonne Aventure  d'Henri Diamant-Berger : Bernard Gilberson
- 1932 : Rouletabille aviateur d'István Székely
- 1932 : Le Chimpanzé, court métrage de Marco de Gastyne
- 1932 : Et avec ça papa, court métrage de Marco de Gastyne
- 1932 : Un coup manqué, court métrage de Marco de Gastyne
- 1932 : Tout à la joie, court métrage
- 1933 : C'était un musicien de Friedrich Zelnik et Maurice Gleize : François
- 1933 : La Nuit des dupes, court métrage de Pierre Weill et Maurice Labro
- 1933 : Le Passager clandestin court métrage d'Henri Diamant-Berger
- 1934 : Miquette et sa mère, d'Henri Diamant-Berger, D.B. Maurice et Henri Rollan : Urbain de la Tour-Mirande
- 1934 : Liliom de Fritz Lang : le mari ivre
- 1934 : Cessez le feu de Jacques de Baroncelli : Fauvette
- 1935 : Les Beaux Jours de Marc Allégret : Charles
- 1935 : L'Équipage d'Anatole Litvak : Narbonne
- 1935 : Haut comme trois pommes de Ladislas Vajda et Pierre Ramelot : Bob
- 1935 : Veille d'armes de Marcel L'Herbier : Leduc
- 1936 : Jenny de Marcel Carné : Xavier
- 1936 : La Porte du large de Marcel L'Herbier : Paillard
- 1936 : Trois, six, neuf de Raymond Rouleau
- 1937 : Le Mensonge de Nina Petrovna de Victor Tourjansky : Tony
- 1937 : Prince de mon cœur de Jacques Daniel-Norman
- 1937 : Trois Artilleurs au pensionnat de René Pujol : Jacques Dancourt
- 1937 : Un scandale aux Galeries de René Sti : Robert Fargerie
- 1937 : Yoshiwara de Max Ophüls : Pawlik
- 1938 : Barnabé d'Alexandre Esway : Paul de Marengo
- 1938 : Trois Artilleurs à l'opéra d'André Chotin
- 1938 : Trois Artilleurs en vadrouille de René Pujol
- 1939 : Trois de Saint-Cyr de Jean-Paul Paulin : Paul Parent
- 1939 : Cas de conscience de Walter Kapps : Normand
- 1939 : Le Chemin de l'honneur de Jean-Paul Paulin : le lieutenant Pérèse
- 1939 : Macao, l'enfer du jeu de Jean Delannoy : Pierre Milley
- 1939 : Le Paradis des voleurs de Lucien-Charles Marsoudet : Roland
- 1939 : La Règle du jeu de Jean Renoir : André Jurieux
- 1940 : Documents secrets de Léo Joannon
- 1940 : Faut ce qu'il faut, ou 'Monsieur Bibi' de René Pujol
- 1940 : L'Irrésistible Rebelle ou Une idée à l'eau de Jean-Paul Le Chanois : le jeune premier
- 1942 : Le Capitaine Fracasse d'Abel Gance : Scapin
- 1942 : Forte Tête de Léon Mathot : La Clapette
- 1942 : La Vie de bohème de Marcel L'Herbier
- 1943 : L'aventure est au coin de la rue de Jacques Daniel-Norman : Georges Bardin
- 1943 : L'Éternel Retour de Jean Delannoy : Lionel
- 1943 : Les Mystères de Paris de Jacques de Baroncelli : Cabrion
- 1945 : Nous ne sommes pas mariés de Bernard-Roland : Jimmy
- 1947 : Halte... Police ! de Jacques Séverac : François Darrac
- 1948 : Hans le marin de François Villiers : le rabatteur
- 1949 : Un certain monsieur d'Yves Ciampi : un complice
- 1950 : Dakota 308 de Jacques Daniel-Norman : le pilote
- 1951 : Les Mousquetaires du roi de Marcel Aboulker et Michel Ferry
- 1951 : Capitaine Ardant d'André Zwobada : Lionel Mancelle
- 1952 : La Caraque blonde de Jacqueline Audry
- 1953 : Sidi Bel-
 Abbès de Jean Alden-Delos : le capitaine Marsaillan
- 1953 : Stock-car (A tout casser !), court métrage de Jacques Dupont
- 1956 : L'inspecteur aime la bagarre de Jean-Devaivre : Gil Fokkerman

## Chansons
Roland Toutain a composé plusieurs chansons, dont celles du film d'André Zwobada, Capitaine Ardant, ainsi que Je suis fauché, Allumez la lune, La Femme de mes rêves, etc.

## Publication
- Roland Toutain, Mes Quatre Cents Coups, édition Amiot Dumont, 1951, préface de Jean Cocteau et Joseph Kessel

## Anecdotes

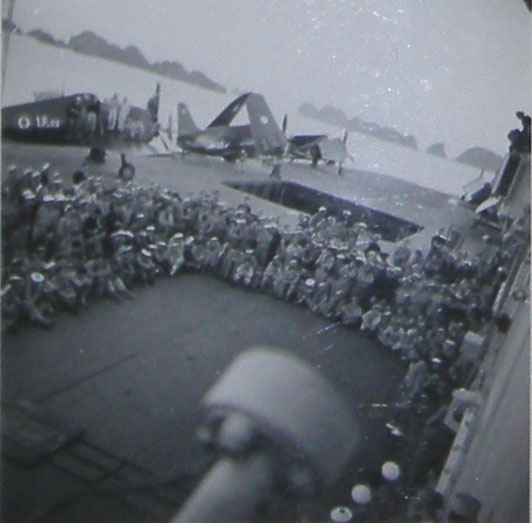
Roland Toutain offre un spectacle aux marins du porte-avions Arromanches en baie de Hạ Long en Indochine en 1952

- En septembre 1928, lors d'un meeting aérien au Champ-Roland, à Hirson, Roland Toutain et Maryse Hilsz, suspendus par les pieds sous la carlingue d'un avion, décrochent des fanions tendus par terre.
- Habitué des meetings aériens de Vincennes, il apparaît suspendu par les pieds à un trapèze sous un avion en vol.
- En 1950, près de Rouen, lors d'un meeting aérien au lieu-dit La Madrillet, le clown de l'air est perché sur un Storch, équipé d'une grosse cloche sur chaque aile. Il réussit à les faire sonner, pour le plus grand bonheur des spectateurs.
- Le champion de boxe Al Brown, vainqueur de Young Perez pour la couronne mondiale, catégorie poids coq, en 1934, était inséparable de Toutain. Ils avaient leurs habitudes dans les boîtes de nuit de Montmartre, notamment La Cabane cubaine, qu'ils quittaient seulement au petit matin.